# 笠原江梨香
笠原 江梨香（かさはら えりか、1990年10月3日 - ）は、日本のWTFテコンドー選手。静岡県伊東市出身。伊東市立南中学校を経て、静岡県立伊東高等学校を卒業。大東文化大学英米文学科卒業。

## 来歴・人物
小学1年生の時、気が小さく引っ込み思案な笠原の性格を見兼ねた空手師範代の父に半ば強制的に空手を習わされ始める。すると、小学4年時にはジュニア全国大会で優勝するまでに腕を上げてきた。
その後、1988年ソウルオリンピック代表選手だった石井直人の勧めでテコンドーを始めた。2006年6月（高校1年時）に東京で行われた大会の初級クラスで優勝すると、全日本協会の強化合宿に招かれ、2007年6月にはアジアジュニア選考会を制する。
2009年、大東文化大学に入学し、同大学のテコンドー部に入部する。
2010年11月、中国広州市で行われた2010年アジア競技大会・女子49 kg級で準優勝する。日本人選手では、1998年アジア競技大会と2000年シドニーオリンピックでそれぞれ銅メダルを獲得した岡本依子を初めて上回る成績を収めた。
2011年11月、ロンドンオリンピックのアジアテコンドー予選・女子49 kg級で準優勝し、オリンピック出場枠を獲得した。
2012年8月、ロンドンオリンピックのテコンドー・女子49 kg級では1回戦に勝利したが、2回戦、及び敗者復活戦に敗退し、総合では7位の成績だった。